# Mats Löfving
Mats Olov Löfving, född 27 maj 1961 i Norrköpings Östra Eneby församling i Östergötlands län, död 22 februari 2023 i Norrköpings Matteus distrikt i Östergötlands län, var en svensk jurist och polis.

## Biografi
Mats Löfving utbildade sig vid Polishögskolan 1980–1981 och arbetade därefter som ordningspolis i Norrköping. Han avlade juristexamen 1988 och genomgick polischefsutbildning 1991–1993. Perioden 1995–1998 arbetade han som chef för kriminalavdelningen i Norrköping.
Åren 1999–2001 var Löfving biträdande chef för Justitiedepartementets polisenhet. Mellan 2001 och 2003 var han biträdande länspolismästare i Östergötland.

### Roll i den nationella polisledningen
Från 2004 var Löfving verksam som länspolismästare, först i Östergötlands län 2004–2012 och sedan i Stockholms och Gotlands län 2012–2014. Däremellan var han aktuell för samma tjänst i Västra Götalands län, men tillträdde aldrig tjänsten.
Han utsågs i november 2014 till den första chefen för den nybildade Polismyndighetens Nationella operativa avdelning och samtidigt ställföreträdande rikspolischef, för en period om fyra år.
Från oktober 2020 var Löfving återigen verksam i en regional roll. Efter Polismyndighetens omorganisation bar han nu titeln regionpolischef för Polisregion Stockholm, vilket återigen innebar ansvar för polisens verksamhet i Stockholms län och Gotlands län.

### Utredningar om tjänstefel och jäv
Den 12 december 2022 omplacerades Löfving sedan Särskilda åklagarkammaren inlett en förundersökning om grovt tjänstefel då han anställde Linda Staaf som underordnad chef, efter att det framkommit att han även inlett ett förhållande med henne. Den 1 februari 2023 uppgav Åklagarmyndigheten att Löfving delgivits misstanke om grovt tjänstefel respektive tjänstefel och att förundersökningen fortsatte.
Parallellt med förundersökningen tillsatte rikspolischef Anders Thornberg en särskild utredning av hur Polismyndigheten hanterat fem beslutsärenden rörande Staaf där Löfving ansvarat (förutom anställningen beslut om förlängning av tjänsten, löneförhöjning, att hon blev tilldelad ett tjänstevapen samt att hon fick tillåtelse att som bisyssla ge ut en roman) samt Polismyndighetens arbetsrättsliga hantering av ett antal polisanmälningar mot Löfving. Till utredare utsågs förre chefsrådmannen Runar Viksten.
Utredningen presenterades 22 februari 2023 och konstaterade att Löfvings beslut var korrekta i sak. Relationen med Staaf bedömdes ha inletts efter att hon anställts, varför Löfving inte ansågs jävig vid det beslutet. Däremot bedömdes att Löfving var jävig i övriga fyra fall och att han därmed hade brustit i lojalitet mot arbetsgivaren, och att han därför borde skiljas från sin tjänst eller sitt chefsuppdrag. Löfving var den ende som klandrades i utredningen. Thornberg tillkännagav på en pressträff att han avsåg hålla arbetsrättsliga samtal med Löfving.

### Död
På kvällen den 22 februari 2023, samma dag som Polismyndighetens särskilda utredning presenterats på en presskonferens, påträffades Löfving död i sitt hem i Norrköping. En kriminalteknisk undersökning visade, att döden ej orsakats av annan person; Löfving hade begått självmord. Med anledning av dödsfallet gjordes flera polisanmälningar om arbetsmiljöbrott, men dessa lades ned av Särskilda åklagarkammaren. Polismyndigheten har själv gjort en anmälan om en allvarlig arbetsskada och dödsfall till Arbetsmiljöverket.
Dagen efter Löfvings död hölls en minnesstund i polishuset på Kungsholmen i närvaro av rikspolischefen Anders Thornberg och justitieminister Gunnar Strömmer. Hela Polismyndigheten höll en tyst minut för att hedra Löfving, och vid samtliga polishus i landet flaggades det på halv stång. Samma dag meddelade också Åklagarmyndigheten att förundersökningen mot Löfving skulle nedläggas med anledning av dödsfallet.
Begravningsgudstjänsten hölls i Matteus kyrka i Norrköping den 14 april 2023. Löfving hedrades genom att hans kista fördes till gudstjänsten i kortege av många polisfordon och polisryttare.